# Prvenstvo LjNP 1925-1926
Il Prvenstvo Ljubljanske nogometne podzveze 1925./26. (it. "Campionato della sottofederazione calcistica di Lubiana 1925-26") fu la settima edizione del campionato organizzato dalla Ljubljanska nogometna podzveza (LjNP).
A questa edizione parteciparono 16 squadre, divise in tre gruppi, che qualificarono le tre finaliste che si contesero il titolo. Il vincitore fu ancora l'Ilirija, al suo ottavo titolo consecutivo nella LjNP (nell'edizione 1920-21 ne sono stati assegnati due).
Con questa vittoria l'Ilirija conquistò l'accesso al Državno prvenstvo 1926, la quarta edizione del campionato nazionale jugoslavo.

## Gruppo Lubiana

### Classifica
|  | Pos. | Squadra          | Pt | G  | V  | N | P  | GF | GS  | QR     |                                   |
|  | ---- | ---------------- | -- | -- | -- | - | -- | -- | --- | ------ | --------------------------------- |
|  | 1.   | Ilirija          | 22 | 12 | 11 | 0 | 1  | 95 | 7   | 13,571 | Ammesso alla fase finale          |
|  | 2.   | Primorje Lubiana | 16 | 12 | 8  | 0 | 4  | 60 | 15  | 4,000  |                                   |
|  | 3.   | Jadran Lubiana   | 16 | 12 | 8  | 0 | 4  | 48 | 29  | 1,655  |                                   |
|  | 4.   | Slovan Lubiana   | 16 | 12 | 8  | 0 | 4  | 52 | 40  | 1,300  |                                   |
|  | 5.   | Hermes Lubiana   | 10 | 12 | 5  | 0 | 7  | 28 | 39  | 0,717  |                                   |
|  | 6.   | Slavija Vevče    | 2  | 12 | 1  | 0 | 11 | 9  | 64  | 0,140  | Retrocessi nella classe inferiore |
|  | 7.   | Svoboda          | 2  | 12 | 1  | 0 | 11 | 4  | 102 | 0,039  | Retrocessi nella classe inferiore |

### Risultati
Andata:
27.09.1925. Slovan – Slavija 6–1, Primorje – Svoboda 14–0
11.10.1925. Jadran – Primorje 4–1, Hermes – Svoboda 9–0, Ilirija – Slavija 15–0
18.10.1925. Slovan – Hermes 2–1, Ilirija – Svoboda 11–0, Primorje – Slavija 3–0 (per forfait)
25.10.1925. Ilirija – Slovan 11–0, Primorje – Hermes 4–0, Svoboda – Slavija 3–1
27.10.1925. Ilirija – Jadran 4–1
01.11.1925. Ilirija – Primorje 3–2, Slovan – Svoboda 6–0, Jadran – Slavija 3–0 (per forfait)
15.11.1925. Jadran – Slovan 7–1, Hermes – Slavija 3–0 (per forfait)
22.11.1925. Slovan – Primorje 4–2, Ilirija – Hermes 4–0, Jadran – Svoboda 3–0 (per forfait)
Ritorno:
14.02.1926. Primorje – Hermes 10–0
21.02.1926. Jadran – Hermes 8–1
07.03.1926. Slovan – Jadran 6–2, Primorje – Slavija 12–0, Ilirija – Hermes 3–0 (per forfait)
14.03.1926. Ilirija – Slovan 10–0, Hermes – Slavija 3–2
21.03.1926. Ilirija – Slavija 8–1, Primorje – Slovan 3–2, Hermes – Jadran 5–1
28.03.1926. Slovan – Svoboda 16–0, Ilirija – Jadran 9–1
11.04.1926. Ilirija – Svoboda 17–1, Slovan – Hermes 6–2, Jadran – Slavija 5–2
18.04.1926. Primorje – Ilirija 1–0, Jadran – Svoboda 11–0, Slovan – Slavija 3–1
25.04.1926. Jadran – Primorje 2–0, Hermes – Svoboda 4–0
02.05.1926. Primorje – Hermes 3–0, Slavija – Svoboda 1–0
09.05.1926. Primorje – Svoboda 9–0

## Gruppo Celje

### Classifica
|  | Pos. | Squadra        | Pt | G | V | N | P | GF | GS | QR     |                          |
|  | ---- | -------------- | -- | - | - | - | - | -- | -- | ------ | ------------------------ |
|  | 1.   | Celje          | 8  | 4 | 4 | 0 | 0 | 15 | 1  | 15,000 | Ammesso alla fase finale |
|  | 2.   | Athletik Celje | 4  | 4 | 2 | 0 | 2 | 17 | 7  | 2,428  |                          |
|  | 3.   | Red Star Celje | 0  | 4 | 0 | 0 | 4 | 3  | 27 | 0,111  |                          |

### Risultati
Andata:
27.09.1925. Celje – Red Star 8–0
04.10.1925. Athletik – Red Star 5–2
14.03.1926. Celje – Athletik 3–1
Ritorno:
28.03.1926. Athletik – Red Star 11–1
18.04.1926. Celje – Red Star 3–0
25.04.1926. Celje – Athletik 1–0

## Gruppo Maribor

### Classifica
|  | Pos. | Squadra         | Pt | G  | V | N | P | GF | GS | QR    |                                   |
|  | ---- | --------------- | -- | -- | - | - | - | -- | -- | ----- | --------------------------------- |
|  | 1.   | Rapid Marburg   | 18 | 10 | 9 | 0 | 1 | 68 | 17 | 4,000 | Ammesso alla fase finale          |
|  | 2.   | 1.SŠK Maribor   | 15 | 10 | 7 | 1 | 2 | 48 | 22 | 2,181 |                                   |
|  | 3.   | Ptuj            | 11 | 10 | 5 | 1 | 4 | 31 | 36 | 0,861 |                                   |
|  | 4.   | Merkur Maribor  | 10 | 10 | 5 | 0 | 5 | 47 | 42 | 1,119 |                                   |
|  | 5.   | Svoboda Maribor | 4  | 10 | 2 | 0 | 8 | 21 | 48 | 0,437 |                                   |
|  | 6.   | Mura            | 2  | 10 | 1 | 0 | 9 | 6  | 63 | 0,095 | Retrocesso nella classe inferiore |

### Risultati
Andata:
20.09.1925. Maribor – Merkur 3–0
27.09.1925. Rapid – Maribor 7–1, Mura – Svoboda 3–2
04.10.1925. Maribor – Ptuj 1–1, Rapid – Mura 8–1
11.10.1925. Rapid – Merkur 3–1, Ptuj – Mura 5–1
18.10.1925. Ptuj – Svoboda 4–2, Merkur – Mura 14–0
25.10.1925. Maribor – Mura 11–0, Merkur – Svoboda 3–2
01.11.1925. Maribor – Svoboda 5–1, Merkur – Ptuj 7–3
08.11.1925. Rapid – Svoboda 14–0
15.11.1925. Rapid – Ptuj 9–2
Ritorno:
07.03.1926. Merkur – Mura 11–1, Maribor – Svoboda 10–3
14.03.1926. Maribor – Merkur 5–3, Rapid – Mura 3–0 (per forfait)
19.03.1926. Ptuj – Merkur 4–2
21.03.1926. Maribor – Ptuj 6–3
25.03.1926. Maribor – Mura 3–0 (per forfait)
28.03.1926. Rapid – Ptuj 7–3
11.04.1926. Rapid – Merkur 11–2, Ptuj – Mura 3–0 (per forfait)
18.04.1926. Ptuj – Svoboda 3–1
25.04.1926. Svoboda – Mura 3–0 (per forfait)
02.05.1926. Rapid – Maribor 4–3
09.05.1926. Svoboda – Rapid 4–2
13.05.1926. Merkur – Svoboda 4–3

## Fase finale
| Data                   | Partita                 | Ris. |
| ---------------------- | ----------------------- | ---- |
| SEMIFINALI             |                         |      |
| 13.04.1926             | Celje – Ilirija         | 0–3  |
| Rapid Marburg esentato |                         |      |
| FINALE                 |                         |      |
| 20.06.1926             | Ilirija – Rapid Marburg | 6–1  |
| Fonte: exyufudbal      |                         |      |